# Defense Distinguished Service Medal
La Defense Distinguished Service Medal est une décoration américaine remise à un militaire pour une contribution extraordinairement éminente à la sécurité nationale et à la défense des États-Unis. Elle est de fait décernée aux responsables militaires et aux haut-gradés ayant travaillé au côté du Secrétaire de la Défense ou ayant servi dans le Joint Chiefs of Staff. Une des caractéristiques de cette décoration est qu'elle est remise uniquement par le Secrétaire de la Défense qui en choisit également les récipiendaires, elle est cependant rarement attribuée.
La médaille a été créée par le président Nixon le 9 juillet 1970 par le décret présidentiel 11545 et a été conçue par Mildred Orloff et sculptée par Lewis J. King, Jr., issue tous deux de l'Institut d'Héraldique. La première Defense Distinguished Service Medal a été remise au général Earle Wheeler, ancien chef d'état-major des armées des États-Unis,.

## Symbolisme

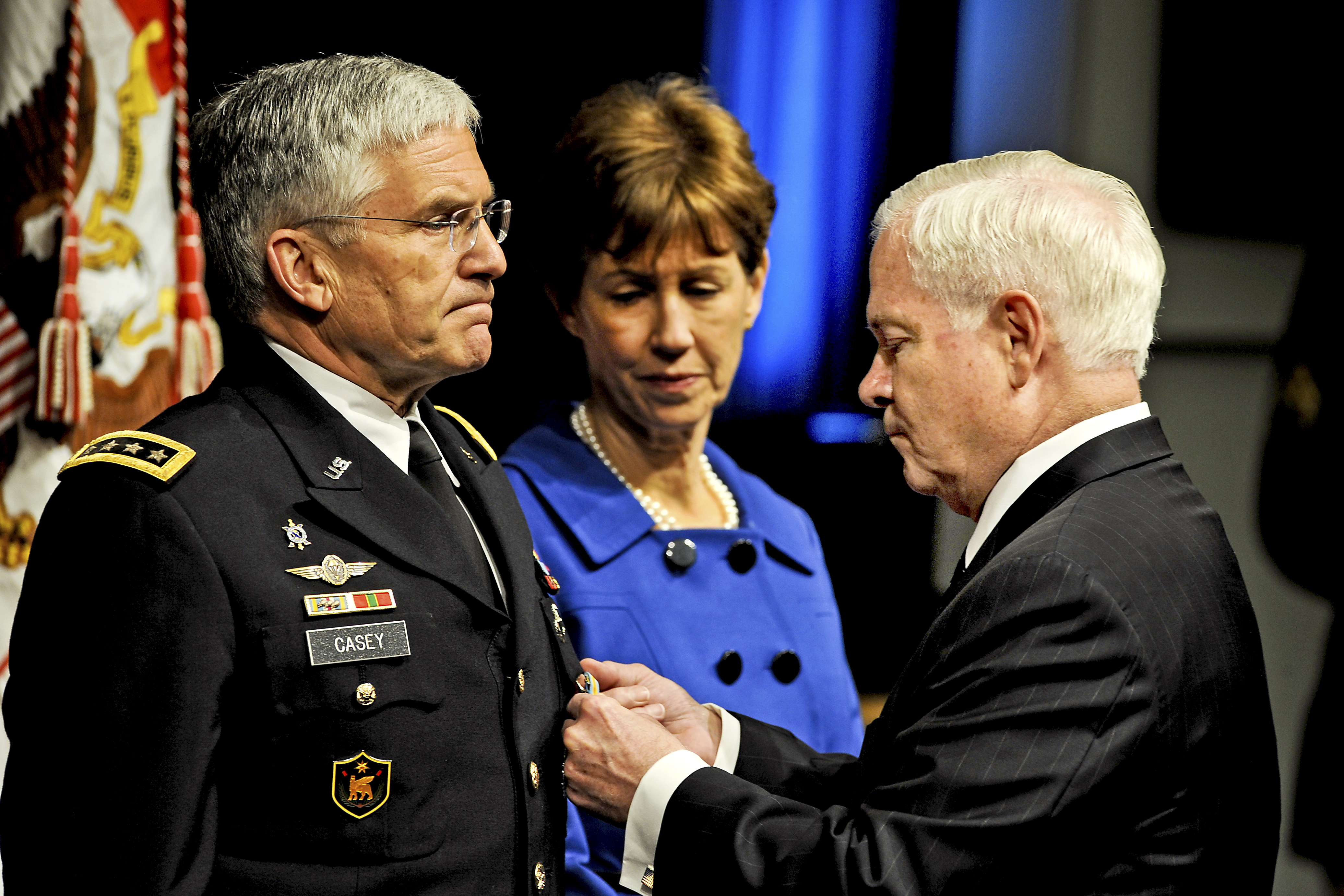
Le secrétaire à la Défense, Robert Gates, remet la Defense Distinguished Service Medal à George W. Casey alors Chief of Staff of the United States Army.

Le pentagone, au centre de la médaille, fait référence aux cinq armes des États-Unis, la Navy, l'US Air Force, l'US Army, les Marines et l'US Coast Guard, et au siège des forces armées américaines, le Pentagone, tandis que la couleur bleue est associée au département de la Défense. D'ailleurs, la couronne de laurier et les treize étoiles représentées autour de l'aigle, portant les flèches et le bouclier, sont censées rappeler le sceau du département de la Défense et rappeler que l'attribution de la médaille revient à son secrétaire. Dans le même temps, les couleurs du ruban sont le jaune qui est synonyme d'excellence et de savoir, et le rouge symbole de courage.